# Bord tombé
Dans le domaine de la signalisation routière, on désigne par bord tombé une continuité courbée de la tôle constituant le subjectile du panneau. Le bord tombé sert d’une part à renforcer le bord du panneau, d’autre part à réduire la gravité des blessures en cas d’impact physique d’un usager piéton sur le bord du panneau.
Ce bord tombé peut lui-même avoir une continuité courbée. On parle alors de bord tombé rebordé.
Ce renfort du panneau qui sert aussi de protection en cas de choc peut ne pas être une continuité du panneau, mais être constitué d’une pièce spéciale qui vient se fixer sur le bord du subjectile. On parle alors de bord protecteur.

Dos arrière de panneau

## Caractéristiques dimensionnelles
Les caractéristiques dimensionnelles ci-après sont valables en France pour tous les type de panneaux, qu’ils soient de police ou directionnels.
La largeur e du bord tombé doit être inférieure ou égale à 20 mm quelle que soit la gamme de panneau considérée.
La hauteur nominale minimale h du bord tombé est fixée à 10 mm. On admet une diminution progressive jusqu'à 15 mm dans les angles.

Coupe du subjectile